# Vodní nádrž Jirkov
Vodní nádrž Jirkov je vodní nádrž v katastrálních územích města Jirkov a obce Blatno v okrese Chomutov v Ústeckém kraji. Leží v Telšském údolí na řece Bílině v Krušných horách. Je součástí vodohospodářské soustavy v oblasti severočeské hnědouhelné pánve. Do přehrady přitéká ze severozápadu též potok Malá voda. Přehrada byla postavena v letech 1960–1965. Správcem vodního díla je státní podnik Povodí Ohře.
Hráz, komunikace a prostory v blízkosti vodní nádrže jsou uzavřeny a běžně nejsou veřejnosti přístupné. Výjimkou ze zákazu je období od dubna do října, kdy jsou hráz a cesta kolem jezera zpřístupněny pro pěší a cyklisty. Na svahu nad přehradou se nachází zřícenina hradu Najštejn.

## Technické parametry
Vodní dílo Jirkov má funkci vodárenské nádrže pro zásobování obyvatel pitnou vodou. Kolem přehrady je proto stanoveno ochranné pásmo I. stupně. Odtok z přehrady je využíván pro vodní elektrárnu Jirkov. Přehrada funguje i jako částečná ochrana území pod hrází před povodněmi.

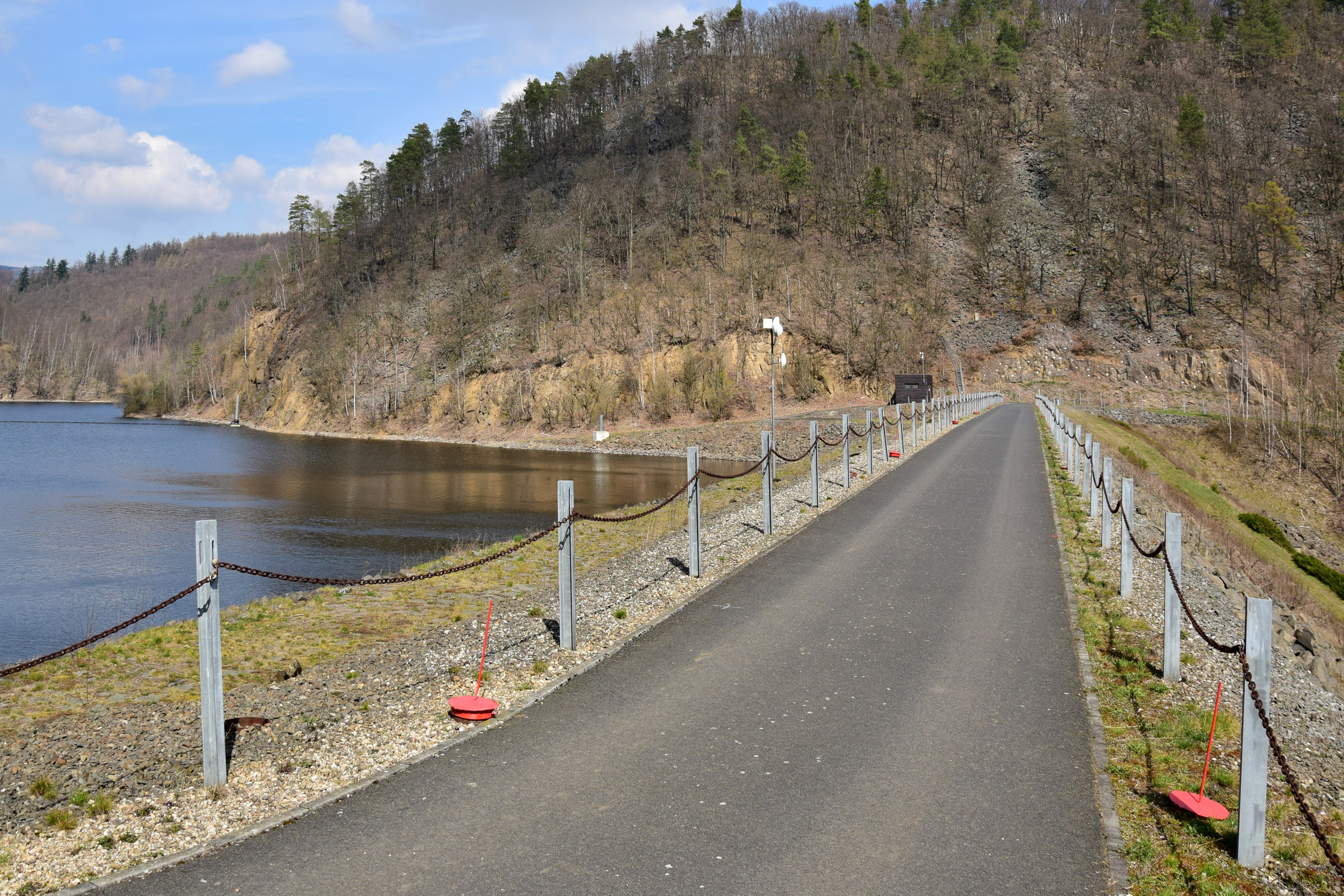
Koruna hráze

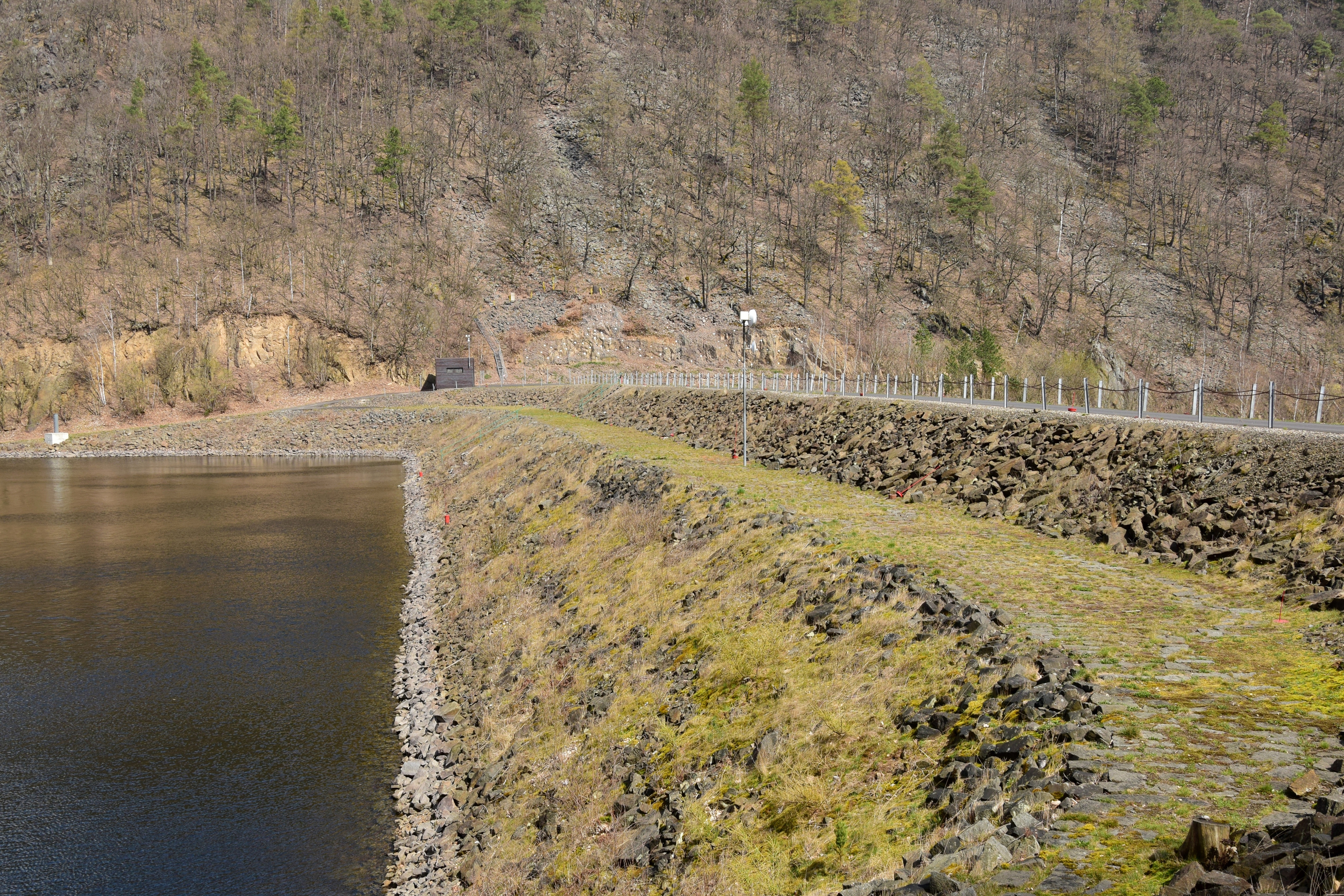
Návodní strana hráze

Hráz je sypaná, kamenitá s návodním jílovým těsněním. Koruna hráze se nachází 454,80 m n. m. Její délka je 190 m a šířka 5,5 m. Maximální výška hráze nad terénem je 50,8 m. Výpustná zařízení tvoří spodní výpusti s kapacitou 2 × 10,9 m³/s a bezpečnostní šachtový přeliv se třemi vodárenskými odběry v jeho stěně. Průměr koruny šachtového přelivu je 9,4 m ve výši 451,60 m n. m. a celková kapacita přelivu při maximální hladině v nádrži činí 117,7 m³/s. Nádrž je vybavena ještě odpadní štolou o délce 202 m a kapacitě 56,8 m³/s.
Nádrž má dno v nadmořské výšce 404 m n. m. a hladinu 448 m n. m. Zásobní prostor nádrže je 1,917 miliónů m³ a celkový prostor 2,769 miliónů m³. Celková zatopená plocha přehrady je 16,44 ha. Nivský přivaděč slouží k přivedení vody do řeky Bíliny a následně do nádrže z Nivského potoka. Součástí přivaděče je odběrný objekt a trubní přivaděč.
Malá vodní elektrárna Jirkov u přehrady je vybavena Bánkiho turbínou s maximálním výkonem soustrojí 132 kW.

## Hydrologické údaje
Vodní nádrž shromažďuje vodu z povodí o rozloze 27,6 km², ve kterém je dlouhodobý roční průměr srážek 805 milimetrů. Průměrný roční průtok je ,029 m³/s a neškodný odtok dosahuje 5 m³/s.
| N             | 1   | 5   | 10  | 50   | 100  |
| ------------- | --- | --- | --- | ---- | ---- |
| Průtok (m³/s) | 3,0 | 5,3 | 7,3 | 23,8 | 33,1 |